# Per Brahe il Giovane
Per Brahe il Giovane (Österåker, 18 febbraio 1602 – Vaxholm, 2 settembre 1680) conte di Visingsborg, fu un uomo di stato svedese e governatore generale della Finlandia, dove è conosciuto anche come Pietari Brahe.

## Biografia
Brahe nacque nei pressi di Stoccolma, sull'isola di Rydboholm. Nipote di Per Brahe il Vecchio (1520-1590), uno dei consiglieri personali del re di Svezia Gustavo I Vasa, apparteneva ad un'antica e nobile famiglia svedese. Ebbe l'opportunità di studiare in diverse università europee. Nel 1626 intraprese la carriera militare ma fu richiamato a Stoccolma dal re Gustavo II Adolfo iniziando così la sua carriera politica.

Dal 1637 al 1640 e nuovamente dal 1648 al 1654 Brahe ricoprì la carica di governatore generale della Finlandia, dove si trattenne nei periodi 1638-40, 1648-50 e ancora nel 1651. In Finlandia egli rinnovò il sistema amministrativo, introdusse il sistema postale, migliorò e sviluppò il commercio e l'agricoltura e favorì l'istruzione. 

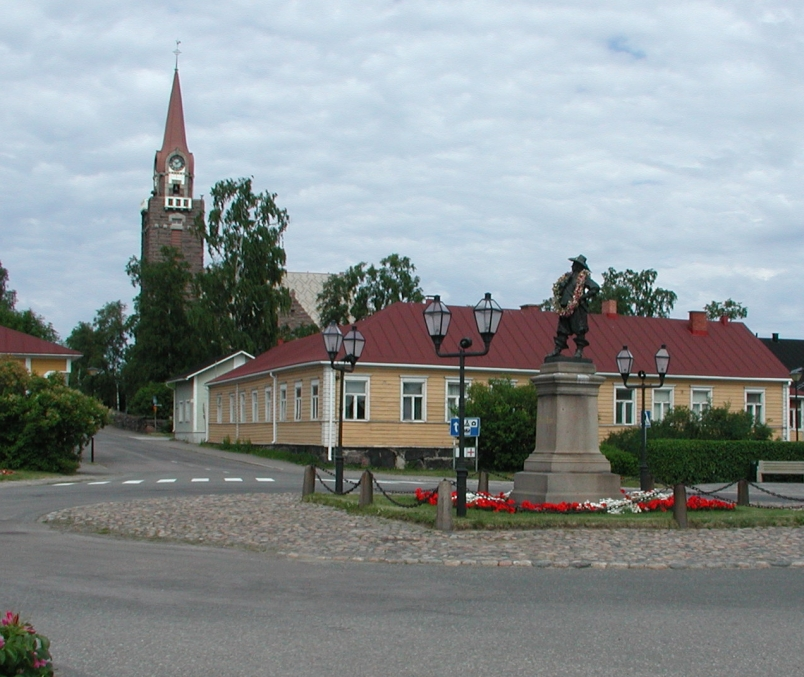
Monumento a Per Brahe a Raahe, città da lui fondata nel 1649

A lui si deve la fondazione di nove nuove città finlandesi: Kajaani, Hämeenlinna, Savonlinna, Kristinankaupunki, Lappeenranta, Raahe, Lieksa, Hamina e Kuopio. Nel 1640 decise lo spostamento della città di Helsinki nel luogo dove sorge tutt'oggi il centro storico della capitale finlandese, per poter sfruttare la maggior vicinanza al mare e un porto più adatto ai traffici marittimi. Nello stesso anno fondò la prima università finlandese, l'Accademia di Turku, di cui fu il primo cancelliere. Il governatorato di Brahe fu per la Finlandia un'epoca di sviluppo e progresso. A questo fa riferimento l'espressione finlandese "kreivin aikaan" (in italiano al tempo del conte), usata per indicare che qualcosa si verifica al momento opportuno. Sul suo monumento a Turku è possibile leggere la sua celebre frase: "Fui soddisfatto del paese e il paese lo fu di me".
Alla morte del re Carlo X di Svezia nel 1660, Brahe in qualità di cancelliere del regno divenne reggente di Carlo XI. Morì il 2 settembre 1680 nel castello di Bogesund presso Stoccolma.